# Gresten
Gresten is een gemeente in de Oostenrijkse deelstaat Neder-Oostenrijk, gelegen in het district Scheibbs (SB). De gemeente heeft ongeveer 1900 inwoners.

## Geografie
Gresten heeft een oppervlakte van 3,82 km². Het ligt in het centrum van het land, ten westen van de hoofdstad Wenen en ten zuidwesten van de deelstaathoofdstad Sankt Pölten.
Gaming · Göstling an der Ybbs · Gresten · Gresten-Land · Lunz am See · Oberndorf an der Melk · Puchenstuben · Purgstall an der Erlauf · Randegg · Reinsberg · Scheibbs · Sankt Anton an der Jeßnitz · Sankt Georgen an der Leys · Steinakirchen am Forst · Wang · Wieselburg · Wieselburg-Land · Wolfpassing
- Gemeinsame Normdatei: 4408449-3
- MusicBrainz: 93a37415-33b7-4ba1-a850-7309c495ad3e
- Virtual International Authority File: 236542119
- WorldCat: E39PBJcKGD3MwtTyCP4QbKwjYP